# Ellen Voutilainen
Ellen Voutilainen (* 14. Juli 2000) ist eine finnische Handballspielerin, die beim schwedischen Erstligisten Skuru IK unter Vertrag steht.

## Karriere

### Im Verein
Voutilainen erlernte das Handballspielen beim finnischen Verein Sjundeå IF. Ab der Saison 2015/16 gehörte sie dem Erstligakader von Sjundeå IF an. Im Jahr 2017 wechselte die Rückraumspielerin zum schwedischen Erstligisten Skuru IK, jedoch lief sie anfangs für den Kooperationsverein Nacka HK in der Division 1 auf. Im Dezember 2017 gab sie ihr Erstligadebüt für Skuru. Bis zum Saisonende 2017/18 bestritt Voutilainen acht Erstligaspiele sowie sechs Play-off-Spiele, in denen sie insgesamt 13 Treffer erzielte.
Nachdem Voutilainen in der darauffolgenden Spielzeiten weiterhin für Nacka und Skuru spielberechtigt war, lief sie nach der Kündigung des Kooperationsvertrag zwischen den beiden Vereinen nur noch für Skuru IK auf. Mit Skuru gewann sie im Jahr 2021 die schwedische Meisterschaft. Zum Erfolg trug sie 50 Tore in 26 Einsätzen bei. Im Januar 2022 wurde bekannt, dass Voutilainen von Sportjournalisten zur finnischen Handballerin des Jahres 2021 gewählt wurde. Mit Skuru gewann sie 2022 den schwedischen Pokal.

### In Auswahlmannschaften
Voutilainen absolvierte 40 Länderspiele für die finnische Jugendnationalmannschaft. Mit dieser Auswahlmannschaft belegte sie den vierten Platz bei der U-17-Championship 2017, einem Wettbewerb für Nationalmannschaften, die sich nicht für die U-17-Europameisterschaft 2017 qualifizieren konnten. Mittlerweile gehört sie dem Kader der finnischen A-Nationalmannschaft an.